# Fontaine de Saint-Jean-du-Poteau
La Fontaine de Saint-Jean-du-Poteau est située  au lieu-dit "Saint-Jean-du-Poteau", à  Plumelin dans le Morbihan.

## Historique
La fontaine de Saint-Jean-du-Poteau fait l’objet d’une inscription au titre des monuments historiques depuis le 20 mars 1934.